# 停權
根據雇主的命令，停權或停職是離開工作場所的有薪或無薪時間，以便進行工作場所調查。對於學校，為暫時性禁止某位學生上課。

## 工作場所
停職是違反組織政策或嚴重違反政策的工作場所的常見做法。但是如果違規情形持續，可能會被解僱。
當需要將員工從工作地點撤職以避免妨礙調查時，也可以使用全薪休假。這不是作為一種處分，而是為了雇主的最大利益。
停職是工作場所中的一種普遍做法，因為它違反了組織的政策或嚴重違反政策。當業務經理或主管認為員工的行為（無論是有意還是無意的）違反了政策並應受到懲罰時，以及員工在停職期間的缺勤不影響公司時，便會發生停職。這種行為傷害了員工，因為在停職期間他/她將沒有工作時間，因此不會得到報酬，除非該停職是有薪的，或者是受到質疑並隨後被推翻的。有些工作，其支付工資，可能有薪停職，受影響的工人將被禁止上班，但仍將獲得薪水。通常，如果受影響的工人仍未領取工資，則停職被認為是最有效的。暫停通常是在用盡其他形式的諮詢聲明後才給予的，但某些違反行為可能會導致立即中止。可以對暫停進行跟踪，無論暫停多少，即使是暫停，也可能阻止某人獲得加薪，獎金或晉升，或者可能導致公司被解僱。比如說公務人員一旦遭到停職處分，無法辦理退休或資遣。
暫停條款是集體談判 協議的共同組成部分。工會組織的僱員可以通過提出申訴來質疑停職。
當需要將僱員從工作地點撤職以避免妨礙調查時，也可以使用全薪休假。這不是作為懲罰，而是為了雇主的最大利益。例如，在執行任務期間開槍射擊某人的警官將被停薪，這不僅是為了懲罰，而是為了使警察局能夠進行調查。

## 體育界
當違反規定，運動員會被禁止參加一定數量的未來比賽。這些禁賽可能會因嚴重違反比賽規則（例如個人犯規），過多技術或比賽中的公然犯規而被發現，在比賽過程中打鬥、涉嫌違規行為，或在場外的不當行為（如非法或禁用物質使用或其他違背的行為），但是都可申訴（申訴期間處分是否有效由各單位決定）。
被禁賽的期間，運動員不能參賽也不能領薪水，也有可能不可以陪隊參加。
通常，被停賽的運動員必須在停賽過程中沒收工資，並且視球隊或聯賽的規則而定，在比賽過程中可能不允許其穿制服或與球隊同在，這通常包括像典型的觀眾一樣在看台上參加比賽。

## 學術界
在學術界，停課（也稱為臨時停課或停學）是指給學生的強制性假期或稱強制休學，作為一種懲罰形式，可以持續一天到幾週、或者勒令休學，在此期間，學生不得參加正規的學校課程。當事學生通常可以對學校提出申訴。亦可稱之為強制休學。
停學通常會告知學生的父母或監護人停學的原因和持續時間，例如學生參與身體上的爭吵、暴力事件、或者其他事件（傳染病影響學生）等等。另外還有退學等處分存在。
通常會通知學生的父母或監護人停課的原因和持續時間，例如學生捲入身體爭吵、在校園內發脾氣破壞學校或他人的財產。有時，學生在停學期間必須完成工作，因此他們不會獲得任何學分（OSS）。此外，返回學校後，通常必須強制學生，他/她的父母/監護人和學校管理員開會討論和評估此事。如果停學與殘疾症狀有關，或者學生正在接受特殊教育或心理健康服務，則可能需要學生在停學之前和/或之後諮詢其案件經理，輔導員或學校心理醫生。在一些學校一些大學的申請詢問學生他們是否曾被停學。在美國的某些地方或學校，成績單上會註明是否有過停學。但是，其他地方沒有報告停學或根據州法律明確禁止停學。
違反停學規定的學生（在停學期間上學）可能會被逮捕並被指控擅自闖入。這可能會導致停止學生資格，社區服務和有時停學時間的延長。繼續違反停學規定的學生可能會被處以退學以及更長，更嚴厲的懲罰。在學生停學期間，也不允許他們放學後參加課外活動（包括但不限於舞會、體育賽事等）。